# Région de développement Ouest (Roumanie)
Pour les articles homonymes, voir Vest.
L'Ouest (en roumain : Vest) est une région de développement de Roumanie créée en 1998, sous-partie de la macro-région 4. Comme les sept autres régions, elle ne dispose pas d'institutions propres mais vise à coordonner sur son territoire des projets de développement régional à gérer des fonds délivrés par l'Union européenne. Elle comprend quatre județe : 
- Arad
- Caraş-Severin
- Timiș
- Hunedoara